# Frobenius-inproduct
In de lineaire algebra is het frobenius-inproduct een inproduct op de vectorruimte van de eindigdimensionale reële of complexe matrices dat gedefinieerd is als het gewone inproduct voor vectoren waarbij de matrices gezien worden als een rij van hun elementen. Het is een sesquilineaire afbeelding. Het frobenius-inproduct wordt dus berekend als de som van de producten van in het reële geval de overeenkomstige elementen van de beide matrices, en in het complexe geval van de elementen van de ene matrix en de complex geconjugeerde van het overeenkomstige element van de andere matrix. Het frobenius-inproduct kan ook worden berekend als het spoor van het product van de ene matrix en de getransponeerde van de andere matrix. Het inproduct is naar de Duitse wiskundige Ferdinand Georg Frobenius genoemd.
Met het frobenius-inproduct wordt de bedoelde ruimte van matrices een inproductruimte. De door het inproduct geïnduceerde norm wordt frobeniusnorm of schurnorm genoemd. Een generalisatie van het frobenius-inproduct voor oneindigdimensionale vectorruimten is het Hilbert-Schmidt-inproduct. Het frobenius-inproduct wordt onder meer in de continuümmechanica gebruikt voor het beschrijven van de vervorming van vectorvelden met behulp van tensoren.

## Definitie
Het frobenius-inproduct van twee reële of complexe {\displaystyle n\times m}-matrices {\displaystyle A=(a_{ij})} en {\displaystyle B=(b_{ij})} is gedefinieerd als:
{\displaystyle \langle A,B\rangle _{F}=\sum _{i=1}^{n}\sum _{j=1}^{m}{\overline {a}}_{ij}b_{ij}}
Het is een sesquilineaire afbeelding. In een andere vorm van het inproduct worden de elementen van de tweede matrix geconjugeerd en niet van de eerste.
Het frobenius-inproduct van twee matrices {\displaystyle A} en {\displaystyle B} wordt in de natuurkunde ook genoteerd als {\displaystyle A\ \colon B}

### Spoor
In het geval van reële matrices is het frobenius-inproduct gelijk aan het spoor van het product van de getransponeerde van de ene matrix met de andere:
{\displaystyle \langle A,B\rangle _{F}=\mathrm {sp} (A^{T}B)=\mathrm {sp} (BA^{T})},
In het geval van complexe matrices moet niet de getransponeerde worden genomen, maar de geadjungeerde matrix:
{\displaystyle \langle A,B\rangle _{F}=\mathrm {sp} (A^{*}B)=\mathrm {sp} (BA^{*})},

### Verschuivingseigenschap
In het geval van reële matrices geldt, als de betrokken producten zijn gedefinieerd:
{\displaystyle \langle AB,C\rangle _{F}=\langle B,A^{T}C\rangle _{F}=\langle A,CB^{T}\rangle _{F}}
In het geval van complexe matrices geldt overeenkomstig:
{\displaystyle \langle AB,C\rangle _{F}=\langle B,A^{*}C\rangle _{F}=\langle A,CB^{*}\rangle _{F}}

## Frobeniusnorm
Het frobenius-inproduct induceert de frobeniusnorm:
{\displaystyle \|A\|_{F}={\sqrt {\langle A,A\rangle _{F}}}}.